# Christina Perri
Christina Judith Perri (Filadelfia, Pensilvania; 19 de agosto de 1986) es una cantante y compositora estadounidense, que saltó a la fama a los 24 años cuando la cadena Fox utilizó en 2010 su sencillo Jar of Hearts en el programa So You Think You Can Dance, y la revista Rolling Stone la reconociese como "Band of the Week".

## Biografía
Christina se crio en Bensalem, un pequeño suburbio de Filadelfia. Tiene un hermano mayor, Nick Perri, quién antes tocaba la guitarra con Shinedown, Silvertide, Perry Farrell y Darling Stilettos.
Se mudó a Los Ángeles cuando cumplió 21 años, se casó y comenzó a producir vídeos musicales. A los 18 meses se divorció y volvió a Filadelfia a finales del 2009.
Antes de su debut en el show So You Think You Can Dance, Perri trabajó como camarera en el "Melrose Cafe" en Los Ángeles y durante la noche iba al estudio de grabación.Perri empezó a salir con el reportero Paul Costabile en enero de 2016, habiéndolo conocido en una entrevista en 2013. En marzo de 2016, Perri anunció que había estado 4 años sobria. Ella y Costabile se comprometieron en junio de 2017 y se casaron en diciembre de 2017. En agosto de 2017, Perri anunció que estaba embarazada de su primer hijo, y dio a luz a su primera hija, Carmella Stanley Costabile, en enero de 2018. En enero de 2020 sufrió un aborto espontáneo pero en julio de ese mismo año volvió a anunciar que estaba embarazada. Sin embargo, dio a luz prematuramente, a las 33 semanas de embarazo, a una niña que nació muerta y a la que hubieran llamado Rosie.La canción de Perri Jar of Hearts fue presentada en So You Think You Can Dance en 2010. Seguido a su exposición en el show, "Jar of Hearts" vendió 48.000 copias digitales, debutando en Billboard Hot 100 en el número 17 y llegando al número 28 en Hot Digital Songs. Tras un mes había vendido unas 100.000 copias.
Luego, su vídeo musical para "Jar of Hearts" estuvo en el Top 20 de VH1.
Poco después, Perri hizo su debut en el día nacional y en la televisión, presentando la canción en vivo el 10 de julio de 2010 en el episodio de The Early Show en CBS como también el 16 de julio de 2010 en el episodio de So You Think You Can Dance. Perri firmó un trato con el sello Atlantic Records el 21 de julio de 2010.

## Vida personal
Perri es de ascendencia italiana.
Perri empezó a salir con el reportero Paul Costabile en enero de 2016, habiéndolo conocido en una entrevista en 2013. En marzo de 2016, Perri anunció que había estado 4 años sobria. Ella y Costabile se comprometieron en junio de 2017 y se casaron en diciembre de 2017. En agosto de 2017, Perri anunció que estaba embarazada de su primer hijo, y dio a luz a su primera hija, Carmella Stanley Costabile, en enero de 2018. En enero de 2020 sufrió un aborto espontáneo pero en julio de ese mismo año volvió a anunciar que estaba embarazada. Sin embargo, dio a luz prematuramente, a las 33 semanas de embarazo, a una niña que nació muerta y a la que hubieran llamado Rosie.

## Carrera
La canción de Perri Jar of Hearts fue presentada en So You Think You Can Dance en 2010. Seguido a su exposición en el show, "Jar of Hearts" vendió 48.000 copias digitales, debutando en Billboard Hot 100 en el número 17 y llegando al número 28 en Hot Digital Songs. Tras un mes había vendido unas 100.000 copias.
Luego, su vídeo musical para "Jar of Hearts" estuvo en el Top 20 de VH1.
Poco después, Perri hizo su debut en el día nacional y en la televisión, presentando la canción en vivo el 10 de julio de 2010 en el episodio de The Early Show en CBS como también el 16 de julio de 2010 en el episodio de So You Think You Can Dance. Perri firmó un trato con el sello Atlantic Records el 21 de julio de 2010. Roadrunner Records seguirá promocionando "Jar of Hearts" en la radio. Perri también apareció en Tonight Show con Jay Leno el 29 de julio de 2010, dónde tocó el sencillo.
Su canción "Jar of hearts" fue interpretada por Lea Michele en la serie de televisión de FOX Glee.
Así mismo, se dio a conocer que la cantante, fanática de la Saga Twilight de Stephenie Meyer, tendría uno de sus temas ("A thousand years") asegurado en la banda sonora de la quinta película de la saga, Breaking Dawn - Part 2 la cual fue estrenada en noviembre de 2011.
Head or Heart, su segundo álbum de estudio, fue lanzado el 1 de abril de 2014, a través del sello discográfico Atlantic Records. Su primer sencillo fue Human, siguiéndole posteriormente Burning Gold, I believe y, por último, en 2015 The Words. Consta además de la cooperación en una canción con Ed Sheeran (Be my forever).

## Discografía

### Álbumes de estudio
- Lovestrong (2011)
- Head or Heart (2014)
- Songs for Carmella: Lullabies & Sing-a-Longs (2019)

### EP
- The Ocean Way Sessions (2010)
- The Karaoke Collection (2011)
- A Very Merry Perri Christmas (2012)

### Sencillos
- "Jar of Hearts" (2010)
- "Arms" (2011)
- "A Thousand Years" (2011 y 12) Banda Sonora de La Saga Crepúsculo: Amanecer Parte 1 y 2
- "Human" (2013)
- "Burning Gold" (2014)
- "The Words" (2015)
- "We are the souls ("I believe" remaster)" (2019)

## Tour
- Head or Heart Tour - 2014
- The Girls Night Out, Boys Can Come Too Tour - 2015